# Bidjouka
Bidjouka est un village du Cameroun situé dans la région du Sud et le département de l'Océan. Il fait partie de la commune de Bipindi.

## Population
Lors du recensement de 2005, le village comptait 2 146 habitants, principalement des Ngoumba.